# 兰科·热拉维察
兰科·热拉维察（羅馬化：Ranko Žeravica，1929年11月17日—2015年10月29日），塞尔维亚篮球运动员、教练。他曾带领南斯拉夫参加1968年、1972年和1980年夏季奥林匹克运动会，获得一枚金牌和一枚银牌。